# Vincenzo Bertolone
Vincenzo Bertolone (San Biagio Platani, 17 novembre 1946) è un arcivescovo cattolico italiano, dal 15 settembre 2021 arcivescovo emerito di Catanzaro-Squillace.

## Biografia
Nato a San Biagio Platani, in provincia ed arcidiocesi di Agrigento, il 17 novembre 1946.

### Formazione e ministero sacerdotale
Frequenta le elementari e il ginnasio presso l'istituto dei servi dei poveri e il liceo nel seminario dei frati conventuali a Palermo. Nel 1967 è accolto nella Congregazione dei missionari servi dei poveri; vi emette la professione religiosa il 21 novembre 1969.
Studia filosofia presso i frati minori dal 1969 al 1970; dopo aver ottenuto, nel 1972, la maturità magistrale consegue il baccalaureato in teologia all'istituto teologico "San Giovanni Evangelista" in Palermo.
Dal 1965 al 1967 è assistente dei seminaristi della sua congregazione, in seguito è, fino al 1983, assistente dell'orfanotrofio maschile; al contempo insegna religione nelle scuole medie statali a Palermo, dal 1972 al 1984.
Il 17 maggio 1975 è ordinato presbitero a Palermo per la Congregazione dei missionari servi dei poveri.
Dopo l'ordinazione ricopre a Palermo i ruoli di cappellano all'istituto di rieducazione per i minorenni "Malaspina", fino al 1980, ed economo dell'istituto educativo di Palermo, fino al 1983. Nel 1981 ottiene la laurea in pedagogia all'Università degli Studi di Palermo e, nel 1985, consegue la licenza in diritto canonico presso la Pontificia università "San Tommaso d'Aquino" a Roma; nello stesso anno riceve l'attestato di postulatore presso la Congregazione delle cause dei santi.
Presso il suo istituto è economo generale, dal 1976 al 1989 e poi consigliere generale, dal 1976 al 2006. Durante la sua permanenza a Roma, è collaboratore parrocchiale di Santa Maria della Perseveranza, dal 1983 al 1987, insegnante presso le Suore Orsoline, dal 1985 al 1986; dal 1987 è superiore ed economo del collegio "Giacomo Cusmano" e responsabile dell'oratorio "Beato Giacomo Cusmano", nonché formatore dei giovani studenti di filosofia e teologia. Nel 1987 consegue il dottorato in diritto canonico.
Nel 1988 diventa officiale della Congregazione per gli istituti di vita consacrata e le società di vita apostolica, della quale è nominato sottosegretario da papa Giovanni Paolo II, il 12 giugno 2004.
È postulatore delle cause di beatificazione di don Francesco Paolo Gravina, di madre Vincenzina Cusmano e del giudice Rosario Livatino e delle cause di canonizzazione dei beati Giacomo Cusmano, Pino Puglisi e Francesco Spoto.

### Ministero episcopale

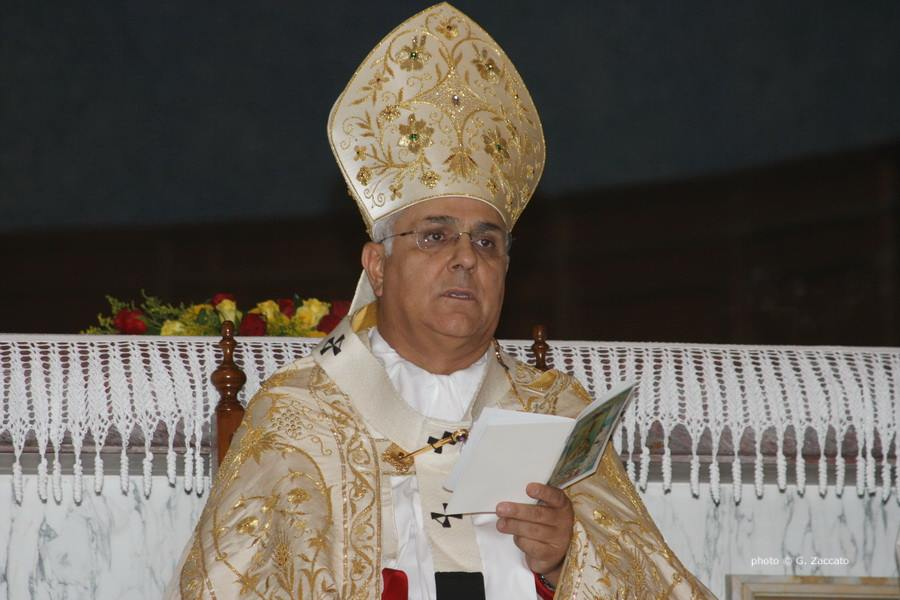
L'arcivescovo nel 2014.

Il 10 marzo 2007 papa Benedetto XVI lo nomina vescovo di Cassano all'Jonio; succede a Domenico Graziani, precedentemente nominato arcivescovo di Crotone-Santa Severina. Il 3 maggio successivo riceve l'ordinazione episcopale, all'altare della Cattedra nella basilica di San Pietro in Vaticano, dal cardinale Tarcisio Bertone, co-consacranti il cardinale Franc Rodé e l'arcivescovo Vittorio Luigi Mondello. Il 13 maggio prende possesso della diocesi.
Il 25 marzo 2011 lo stesso papa lo nomina arcivescovo metropolita di Catanzaro-Squillace; succede ad Antonio Ciliberti, dimessosi per raggiunti limiti di età. Il 29 maggio seguente prende possesso dell'arcidiocesi, mentre il 4 giugno fa il suo ingresso a Squillace. Il 29 giugno riceve il pallio dal papa, nella basilica di San Pietro in Vaticano.
Il 3 settembre 2015 è eletto presidente della Conferenza episcopale calabra; il 1º ottobre 2020 è riconfermato nell'incarico.
Nel 2020 accoglie i visitatori apostolici, giunti con il compito di eliminare le divisioni sorte nella Chiesa particolare. Nel giugno 2021 comunica la soppressione del Movimento Apostolico decisa dalla Santa Sede.
Il 15 settembre 2021 papa Francesco accoglie la sua rinuncia al governo pastorale dell'arcidiocesi, due mesi prima del compimento dei 75 anni; in attesa della nomina del suo successore viene designato, come amministratore apostolico, l'arcivescovo di Crotone-Santa Severina Angelo Raffaele Panzetta. Si trasferisce quindi in una casa delle Ancelle parrocchiali dello Spirito Santo a Roma.

## Stemma e motto

### Blasonatura
Partito; nel 1º d'oro, ai rami di palma di verde, posti in decussa e sormontati da tre gocce d'azzurro male ordinati; nel 2º d'azzurro, al monogramma formato dalla lettera M attraversata in palo dalla lettera P in foggia di croce di oro, sormontato da tre stelle dello stesso, male ordinate, accompagnato da tre burelle ondate d'argento in punta, alla colomba volante dello stesso, che stringe nel becco un ramoscello di mandorlo, fruttato di un pezzo e fogliato di due al naturale, in capo.

### Motto
Il motto Humiliter in lumine vultus tui (Umilmente nella luce del tuo volto) è tratto dall'Antico testamento dal libro dei Salmi (Sal 88:16), rappresenta la sintesi degli elementi riportati nel blasone.

## Genealogia episcopale e successione apostolica
La genealogia episcopale è:
- Cardinale Scipione Rebiba
- Cardinale Giulio Antonio Santori
- Cardinale Girolamo Bernerio, O.P.
- Arcivescovo Galeazzo Sanvitale
- Cardinale Ludovico Ludovisi
- Cardinale Luigi Caetani
- Cardinale Ulderico Carpegna
- Cardinale Paluzzo Paluzzi Altieri degli Albertoni
- Papa Benedetto XIII
- Papa Benedetto XIV
- Cardinale Enrico Enriquez
- Arcivescovo Manuel Quintano Bonifaz
- Cardinale Buenaventura Córdoba Espinosa de la Cerda
- Cardinale Giuseppe Maria Doria Pamphilj
- Papa Pio VIII
- Papa Pio IX
- Cardinale Gustav Adolf von Hohenlohe-Schillingsfürst
- Arcivescovo Salvatore Magnasco
- Cardinale Gaetano Alimonda
- Cardinale Agostino Richelmy
- Vescovo Giuseppe Castelli
- Vescovo Gaudenzio Binaschi
- Arcivescovo Albino Mensa
- Cardinale Tarcisio Bertone, S.D.B.
- Arcivescovo Vincenzo Bertolone, S.d.P.

La successione apostolica è:
- Cardinale Domenico Battaglia (2016)
- Arcivescovo Maurizio Aloise (2021)

## Posizioni teologiche, morali e sociali
Nel febbraio 2016, dopo il viaggio apostolico in Messico di papa Francesco, afferma che dietro le criminalità vi sono interessi economici che minano la pace e la sicurezza dei popoli, chiedendo, così, ai sacerdoti della propria arcidiocesi un impegno particolare.
Nel luglio dello stesso anno denuncia le organizzazioni mafiose affermando che gli uomini o le donne di mafia, camorra e 'ndrangheta devono essere collocati fuori dalla Chiesa.
Ha tenuto un ciclo di incontri sulla fede e tematiche specifiche a Catanzaro con diverse personalità di spicco nella finanza e nella tecnica.
Ha difeso le ingerenze vaticane contro il ddl Zan al momento della sua discussione in Parlamento. 

## Opere
- Francesco Spoto. Il martire del sorriso, Elledici, 2007.
- Sulle orme del divino viandante. Riflessioni sulla vita consacrata, Elledici, 2007.
- Perché, perché Signore? Non sei colpa tu, o Signore..., Edizioni San Paolo, 2010.
- La sapienza del sorriso. Il martirio di don Giuseppe Puglisi, Paoline, 2012.
- Padre Pino Puglisi beato. Profeta e martire, Edizioni San Paolo, 2013.
- I care humanum. Passare la fiaccola della nuova umanità, Rubbettino, 2014.
- Il grano e la zizzania, Rubbettino, 2017.
- Scomunica ai mafiosi? Contributi per un dibattito, Rubbettino, 2018.
- Gesù: eterno giovane tra i giovani, Rubbettino, 2018.
- Paura di cadere... voglia di volare. Un vescovo scrive ai giovani, Rubbettino, 2020.